# Agua (película de 2006)
Agua es una película argentina dirigida y escrita por Verónica Chen, quien recibió varios premios por mejor directora.

## Sinopsis
Goyo (Rafael Ferro) es un ex-nadador en aguas abiertas de treinta y cuatro años de edad, quien se ha escondido en el desierto. Fue acusado de dopaje en la maratón Santa Fe-Coronda, en la cual se nadaban 57 kilómetros en un río, por lo cual abandonó su carrera y sus sueños. Ocho años más tarde, Goyo regresa a Santa Fe, donde la maratón se celebrará de nuevo y tratará de volver a obtener su título. Ahí conoce a Chino (Nicolás Mateo), un disciplinado pero terco nadador de piscina, que intenta difícilmente ser seleccionado para el equipo nacional, fallando en sus intentos. Identificado con Chino, Goyo le pide que sea su guía en el barco que lo sigue durante la maratón.

## Reparto
| Actriz/Actor     | Personaje |
| ---------------- | --------- |
| Rafael Ferro     | Goyo      |
| Nicolás Mateo    | Chino     |
| Jimena Anganuzzi | Luisa     |
| Leonora Balcarce | Ana       |
| Gloria Carrá     | María     |
| Pablo Testa      | Roque     |

## Estreno

### Oficiales
| País      | Fecha                    |
| --------- | ------------------------ |
| Argentina | 21 de septiembre de 2006 |
| Francia   | 7 de febrero de 2007     |

### Festivales
| País      | Fecha                   | Festival                                       |
| --------- | ----------------------- | ---------------------------------------------- |
| Argentina | 21 de abril de 2006     | Festival de Cine Independiente de Buenos Aires |
| Suiza     | 7 de agosto de 2006     | Festival de Cine de Locarno                    |
| Polonia   | 6 de octubre de 2006    | Festival de Cine de Varsovia                   |
| Francia   | 11 de noviembre de 2006 | Festival de Cine Internacional de Amiens       |
| Noruega   | 18 de noviembre de 2006 | Festival de Cine Internacional de Oslo         |
| Marruecos | 4 de diciembre de 2006  | Festival de Cine Internacional de Marrakech    |

## Participaciones
- Competencia Oficial en el Festival Internacional de Cine de Locarno, 2006
- Competencia Oficial en el Festival Internacional de Cine de Amiens, 2006

## Premios
6 premios y 4 nominaciones.